# Orgel der Dorpskerk Godlinze
Die Orgel der Dorpskerk Godlinze in der Gemeinde Eemsdelta in der niederländischen Provinz Groningen wurde im Jahr 1704 von Arp Schnitger gebaut. Sie verfügt heute über zwölf Register auf einem Manual und hat ein angehängtes Pedal. Ursprünglich war sie zweimanualig und besaß 16 Register, die sich auf Hauptwerk und Brustpositiv verteilten. Gehäuse, Prospekt und sieben Register sind ganz und vier teilweise erhalten. Die Prospektgestaltung ähnelt den Instrumenten in Blankenhagen (1687), Harkstede (1696) und Eenum (1704).

## Baugeschichte

### Neubau durch Schnitger 1704

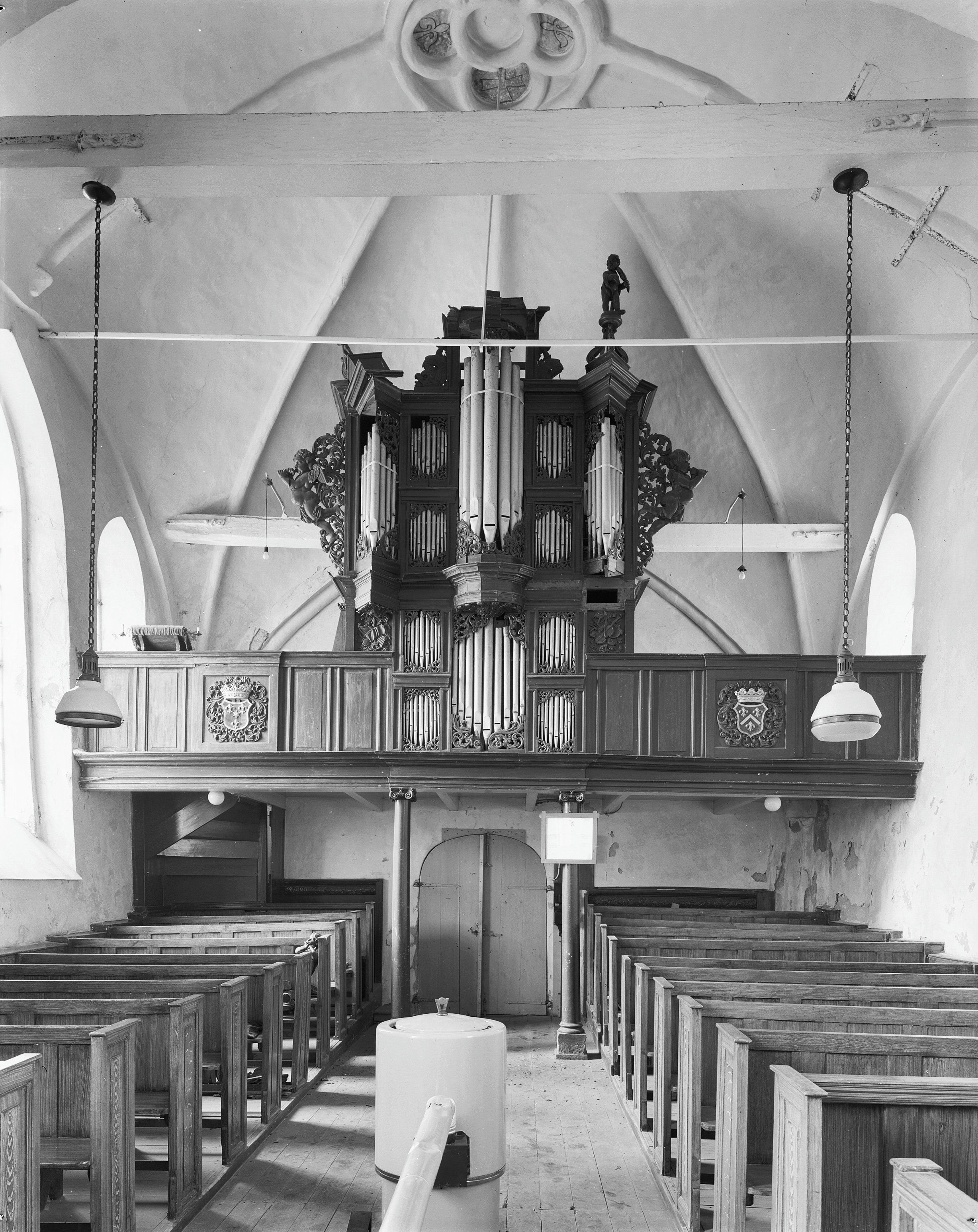
Zustand 1978 vor der Restaurierung

Im Jahr 1704 baute Schnitger für die Kirche eine neue Brüstungsorgel mit zwei Manualen für 780 Caroligulden. Die Vorgängerorgel nahm er in Zahlung. Das Instrument war hinterspielig und besaß ursprünglich ein nur angehängtes Pedal.
Mit Allert Meijer, Schnitgers Bevollmächtigtem im Groninger Raum, wurde bereits am 2. Januar 1704 ein separater Vertrag geschlossen. Er fertigte das eichene Gehäuse, die Orgelempore, das Balggehäuse und die Schnitzereien für 580 Caroligulden an. Mutmaßlicher Künstler des Schnitzwerks war Jan de Rijk. Da der Auftraggeber insolvent wurde, kam es zu einem Prozess. Meijer erhielt erst 1714 die Hälfte des vereinbarten Betrags, am 10. Dezember 1717 folgte die restliche Summe.
Der Prospektaufbau ist an die Orgel der Dorfkirche Blankenhagen angelehnt. Das Unterteil in der Brüstung ist dreiteilig und flach. Das Mittelfeld wird von zwei doppelgeschossigen Flachfeldern flankiert, die durch eine profilierte Kämpferleiste geteilt werden. Im Unterwerk (Brustwerk) sind die Prospektpfeifen klingend. Das Oberteil (Hauptwerk) ist fünfachsig gegliedert und hat einen überhöhten, polygonalen Mittelturm und zwei spitze Seitentürme. Zwischen den Türmen vermitteln doppelgeschossige Flachfelder. Die unteren Felder haben Blindpfeifen. Alle Pfeifenfelder schließen unten und oben mit Schleierwerk ab. Ober- und Untergesims sind reich profiliert. Die Seitenflügel zeigen feine, durchbrochene Akanthusranken, die in Putti mit geschwungenen Blasinstrumenten enden. Auf den drei Türmen sind Putti mit Geige, Querflöte und Harfe aufgestellt.
Die ursprüngliche Disposition mit kurzer Oktave lautete nach dem Kontrakt vom 29. Januar 1704:
| I Manual CDEFGA–c3 |    |
| Praestant          | 8′ |
| Hollpijp           | 8′ |
| Octav              | 4′ |
| Flöit              | 4′ |
| Quinta             | 3′ |
| Super Octav        | 2′ |
| Flöit              | 2′ |
| Sexquialt II       |    |
| Mixtur VI–VI       |    |
| Trompet            | 8′ |

| II Borstwerk (Unterwerk) CDEFGA–c3 |       |
| Gedact                             | 8′    |
| Praestant                          | 4′    |
| Octav                              | 2′    |
| Quint                              | 1 ⁄2′ |
| Scherp III                         |       |
| Vox humana                         | 8′    |

### Spätere Arbeiten
Albertus Antonius Hinsz baute die Orgel in ein einmanualiges Instrument um und reduzierte die Disposition auf zwölf Register, für die er eine neue Windlade baute. Das Unterwerk wurde bis auf die Prospektpfeifen stillgelegt und die Vox humana ins Hauptwerk umgesetzt, das Unterwerksgehäuse auf die Breite des Hauptwerks gebracht. Die Prospektpfeifen des Unterwerks verwendete Hinsz für den neuen Praestant 16′ (Diskant). Sesquialter und Mixtur wurden verändert. Er erweiterte die Klaviaturumfänge und baute die kurze Oktave vollständig aus. Die Konsolen unter den beiden Seitentürmen wurden durch Füllungen mit geschnitzten Musikinstrumenten ersetzt.
Reparaturen erfolgten 1809 durch Nicolaus Anthony Lohman und 1819 durch Heinrich Hermann Freytag.
Im Jahr 1919 verlegte Jan Doornbos den Spieltisch der hinterspieligen Orgel an die Seite, was einen tiefgreifenden Eingriff in die Traktur bedeutete. Die Keilbälge wichen einem Magazinbalg. Doornbos entfernte die Register Sesquialter und Vox humana. Die Mixtur ersetzte er durch eine Gamba 8′ und ergänzte einen Bourdon 16′ auf einer pneumatischen Sonderlade hinter der Orgel.

### Restaurierung
Die Orgel wurde 1983 in die Werkstatt der Orgelmakerij Reil in Heerde gebracht und restauriert. Das Gehäuse wurde von späteren Farbschichten befreit und erhielt wieder das für die Groninger Schnitger-Orgeln typische holzsichtige Aussehen. Die Werkstatt rekonstruierte den Zustand von 1785 nach dem Umbau durch Hinsz und machte das Instrument wieder hinterspielig. Die Prospektpfeifen wurden neu foliiert und die Labien vergoldet sowie neue Blasinstrumente für die Seitenflügel geschnitzt. Die Orgel erhielt eine neue Traktur und drei neue Keilbälge.

## Disposition seit 1986 (= 1785)
| I Manual C–d3      |       |     |
| Praestant D        | 16′   | S/H |
| Praestant          | 8′    | S   |
| Holpijp            | 8′    | S   |
| Octaaf             | 4′    | S   |
| Fluit              | 4′    | S   |
| Quint              | 3′    | S   |
| Octaaf             | 2′    | S   |
| Speelfluit         | 2′    | S   |
| Sesquialter II–III | 1 ⁄3′ | R   |
| Mixtuur III–V      | 1′    | R   |
| Trompet            | 8′    | S   |
| Vox humana         | 8′    | R   |

| Pedal C–d1 |
| angehängt  |

Anmerkungen
S = Schnitger (1704)
H = Hinzs (1785)
R = Reil (1986)

## Technische Daten
- 12 Register, 18 Pfeifenreihen.
- Windversorgung:

  - Blasbälge: 3 Keilbälge (Reil)
  - Winddruck: 67 mmWS
- Windladen (Hinsz)
- Traktur:
  - Klaviaturen (Hinsz)
  - Tontraktur: Mechanisch
  - Registertraktur: Mechanisch
- Stimmung:
  - Ungleichstufige Stimmung (1/6-Komma)
  - Tonhöhe: ein Halbton über a1 = 440 Hz